# 亚历山大·多加多夫
亚历山大·伊万诺维奇·多加多夫，（俄語：Александр Иванович Догадов，1888年8月20日—1937年10月26日），苏联政治人物。曾任苏联工会中央理事会书记、工会驻苏俄劳工和国防委员会代表、全苏工会中央理事会主席、外高加索社会主义联邦苏维埃共和国工农监察人民委员、苏联监察人民委员等职务。1937年被捕处死，1957年平反恢复党籍。

## 生平
- 1888年8月20日出生于喀山省莱舍夫斯基区凯皮村的一个园丁家庭。1903年毕业于当地中学。毕业后在当地铸造厂做学徒。
- 1903年10月-1907年4月，喀山李比希铸铁厂铸造工人。1905年加入俄国社会民主工党（布），参加喀山当地革命组织和1905年俄国革命。1906年担任喀山金属工人工会书记。
- 1907年4月-8月，被捕入狱。
- 1907年8月-1909年10月，流亡沃洛格达省乌斯季西索尔斯克市，参加俄国社会民主工党（布）当地组织。
- 1909年11月-1911年2月，巴库巴拉哈尼工厂铸造工人，巴拉哈尼工会书记。
- 1911年2月-8月，被选派到法国隆瑞莫党校学习。
- 1911年9月-12月，在喀山从事地下工作。
- 1912年3月-11月，被捕入狱。
- 1912年11月-1914年2月，流亡沃洛格达省亚连斯克市。
- 1915年1月-1916年1月，在下诺夫哥罗德，喀山等地从事革命工作。
- 1916年1月-1917年12月，俄陆军第47炮兵旅炮手，参加一战。
- 1918年-1920年，喀山工业区工会理事会讲师、主席；喀山省国民经济委员会主席团成员。。
- 1920年-1921年5月，鞑靼苏维埃社会主义自治共和国劳动人民委员兼鞑靼斯坦工会理事会主席。
- 1921年5月-1930年5月，苏联工会中央理事会主席团成员，工会驻苏俄劳工和国防委员会全代表，赤色职工国际中央局成员。期间，1921年5月-1929年6月，苏联工会中央理事会书记。
- 1929年6月-1930年5月，全苏工会中央理事会主席、第一书记。
- 1930年3月-1931年2月，苏联国民经济委员会副主席。
- 1931年3月-1934年1月，联共（布）外高加索社会主义联邦苏维埃共和国党委监察委员会主席兼外高加索社会主义联邦苏维埃共和国工农监察人民委员。
- 1934年3月-1937年1月，斯维尔德洛夫斯克州监察人民委员。
- 1937年1月-6月，被苏联监察人民委员会调查。
- 1937年5月被开除党籍、公职。
- 1937年6月21日被捕。
- 1937年10月26日被苏联最高法院军事审判庭判处死刑，当日执行。时年49岁。
- 1956年7月14日平反。1957年12月31日恢复党籍。葬于顿河修道院公墓。

多加多夫是俄共（布）9-13大、联共（布）14-17大代表，第6、11-17次代表会议代表；第13-15届中央委员，第16届中央候补委员，第10届中央监察委员会候补委员，第13-15届中央组织委员，第16届候补中央组织委员。